# Bié-plateau
Het Bié-plateau is een hoogvlakte in het midden van Angola.

## Locatie en hoogte
De hoogvlakte vormt het westelijk deel van de centrale Angolese hoogvlakte en vormt tien procent van het totale landoppervlak van Angola. De hoogvlakte begint vrij abrupt vanaf het laagland dat aan de kust gelegen is en heeft een gemiddelde hoogte van 1625 meter. Het hoogste punt is 1830 meter en het laagste punt is 1520 meter. De hoogste berg in het gebied is de Môco, die 2619 meter hoog is.

## Beschrijving
Het Bié-plateau bestaat voor het grootste deel uit grasland en savanne. In het oostelijk deel gaat de savanne over in zandland. In het grillige reliëf van het plateau bevinden zich rivieren, beken en ook watervallen.

## Stroomgebieden
Vanuit het midden van het gebied ontspringen in alle richtingen waterstromen en rivieren:
- Cuanza naar het noordwesten
- Cuando naar het zuidoosten
- Cubango-Okavango naar het zuidzuidoosten
- Kunene naar het zuidwesten
- Kasaï naar het oosten
- Diverse kleinere waterstromen gaan in westelijke richting
- In het oosten stroomt de rivier de Zambezi, die van het noorden komt en naar het zuiden loopt.

## Klimaat en gebruik
Het plateau kent een gematigd koel klimaat met een grote regenval. Dit leidde ertoe dat delen ervan in cultuur gebracht zijn. Er wordt graan, sisal, pinda's, suikerriet, rijst en koffie verbouwd.

## Bereikbaarheid
Het plateau is via de Benguela-spoorweg verbonden met de havensteden van Angola. Via deze spoorlijn vindt het meeste transport van de landbouwproducten plaats. De belangrijkste steden in dit gebied, Huambo (vroeger bekend als "Nieuw Lissabon") en Cuito, zijn aan deze spoorlijn gelegen.